# 288
288是287與289之間的自然數。

## 在數學中
- 合數，正因數有1、2、3、4、6、8、9、12、16、18、24、32、36、48、72、96、144和288。
質因數分解為{\displaystyle 2^{5}\times 3^{2}}。
- 第67個過剩數，真因數和為531，盈度為243。前一個為282、下一個為294。
  - 第68個半完全數，和為本身的其中一組因數為1、 2、 4、 6、 8、 9、 12、 16、 18、 24、 32、 36、 48、 72。前一個為282、下一個為294。
- 第32個十进制的自我數。前一個為277、下一個為299。
- 第83個十进制的哈沙德數。前一個為285、下一個為300。
- 十进制的奢侈數。
- 第20個不可及數。前一個為276、下一個為290。
- 超級階乘（{\displaystyle 4!\times 3!\times 2!\times 1!}）
- 2個連續質數和（139+149）
- 半完全數：288=48+96+144

## 在人類文化中
- 美麗華百樂園的摩天輪最多可同時搭載288人
- 1984年的法拉利 288 GTO 是超級跑車

## 在天文中
- NGC 288 是玉夫座的一個球狀星團

## 在其他領領域中
- 西元288年和前288年
- 優品紫紅的HSV為（288°, 50%, 100%）
- 中蘭紫的HSV為（288°, 60%, 83%）